# Alfa Ophiuchi
Ras Alhague (α Oph / α Ophiuchi / Alfa Ophiuchi) è la stella più brillante della costellazione dell'Ofiuco. È chiamata anche Rasalhague. Il suo nome proprio tradizionale deriva dall'arabo رأس الحية (raʾs al-ḥayyah), che significa testa dell'incantatore di serpenti. In effetti in latino Ophiuchus significa colui che porta il serpente e Ras Alhague è posta proprio in corrispondenza della testa di questa figura mitologica. Essendo solo 12° sopra l'equatore celeste, Ras Alhague è visibile da quasi tutte le aree della Terra e da tutte le aree popolate in particolare. Dalla distanza di 46 anni luce, essa brilla alla magnitudine apparente di +2,10, il che ne fa la cinquantacinquesima stella più luminosa della volta celeste.

## Osservazione
Grazie alla sua posizione non fortemente boreale, può essere osservata dalla gran parte delle regioni della Terra, sebbene gli osservatori dell'emisfero nord siano più avvantaggiati. Nei pressi del circolo polare artico appare circumpolare, mentre resta sempre invisibile solo in prossimità dell'Antartide.  La sua magnitudine pari a +2,10 le consente di essere scorta con facilità anche dalle aree urbane di moderate dimensioni.
Il periodo migliore per la sua osservazione nel cielo serale ricade nei mesi compresi fra maggio e settembre; da entrambi gli emisferi il periodo di visibilità rimane indicativamente lo stesso, grazie alla posizione della stella non lontana dall'equatore celeste.

## Caratteristiche fisiche
Ras Alhague è una stella bianca di classe spettrale A5 IV. Inizialmente è stata considerata una gigante, ma si è poi corretta questa classificazione e la si considera ora una subgigante. La sua temperatura superficiale media è 8 250 K (7 980 °C). Dalla distanza, luminosità apparente e temperatura si ricava che la luminosità intrinseca di questa stella è circa 30 volte quella solare e che il suo raggio circa due volte e mezzo quello del Sole. Si ipotizza inoltre una massa di poco superiore al doppio di quella del Sole.

Più una stella è massiccia, più velocemente brucia il suo combustibile nucleare. All'età stimata di 770 milioni di anni, Ras Alhague ha da poco abbandonato la sequenza principale, avendo esaurito la riserva di idrogeno all'interno del suo nucleo. Si è di conseguenza formato un nucleo interno di elio, per ora inerte. Esso sta contraendosi e scaldandosi e entro pochi milioni di anni raggiungerà una temperatura tale da innescare la fusione dell'elio in carbonio e ossigeno. Nel frattempo, l'innalzamento della temperatura del nucleo sta lentamente facendo espandere gli strati superficiali della stella, che sta pertanto aumentando di dimensioni. Il suo destino è quello di diventare prima una gigante e poi una nana bianca.

Ras Alhague è caratterizzata da una velocità di rotazione molto elevata: 225±15 km/s all'equatore. Questo valore rappresenta circa l'80% della velocità alla quale la stella si frantumerebbe a causa della forza centrifuga. Proprio tale forza produce un notevole schiacciamento della stella ai poli: Ras Alhague è all'equatore circa il 20% più grande che ai poli (in particolare si calcola un raggio di 2,390±0,014 R⊙ ai poli e di 2,871±0,020 R⊙ all'equatore). Inoltre, trovandosi la superficie della stella significativamente più lontana dal nucleo all'equatore rispetto ai poli, la sua temperatura varierà a seconda del punto considerato: ai poli la temperatura superficiale è di 9300±150 K, mentre all'equatore è di appena 7460±100 K. La costruzione di un preciso modello della forma e della temperatura superficiale della stella può influenzare la stima degli altri suoi parametri.

## Compagna
Ras Alhague è in realtà una stella doppia, avendo la principale una compagna di minore luminosità. Da una serie di misurazioni compiute fra il 1999 e il 2004, è risultato che le due componenti orbitano l'una intorno all'altra con un periodo di 8 anni e mezzo in un'orbita molto eccentrica (e=0,82). All'afastro, la separazione delle due componenti è di appena 770 mas, il che rende lo studio del sistema non facile. In ogni caso, la componente meno luminosa è stimata essere una stella di classe spettrale K2 V, avente una massa 0,778 ± 0,058 M⊙. Dovrebbe essere circa 80 volte meno luminosa della principale.